# Serranus heterurus
Serranus heterurus är en fiskart som först beskrevs av Cadenat, 1937.  Serranus heterurus ingår i släktet Serranus och familjen havsabborrfiskar. Inga underarter finns listade i Catalogue of Life.